# Circunscripción electoral de las Islas Baleares

Circunscripción de las Islas Baleares
Cortes Generales* Congreso: 8 diputados (de 350)
- Senado: 5 senadores (de 266)

Las Islas Baleares son una de las 52 circunscripciones electorales españolas utilizadas como distritos electorales para el Congreso de los Diputados, que es la Cámara Baja del Parlamento español. Le corresponden 8 diputados.

## Ámbito y sistema electoral
Según lo que establecen los artículos 68.2 y 69.3 de la Constitución Española, la circunscripción electoral, en este caso es la Comunidad Autónoma de las Islas Baleares. El voto será universal y secreto. En virtud del artículo 12 de la Constitución, la edad mínima para votar es de 18 años.
En el caso del Congreso de los Diputados, el sistema electoral utilizado es a través de una lista cerrada con representación proporcional y con escaños asignados usando el método D'Hondt. Sólo las listas electorales con el 3 % o más de todos los votos válidos emitidos, incluidos los votos «en blanco», es decir, para «ninguna de las anteriores», se pueden considerar para la asignación de escaños. En el caso del Senado, el sistema electoral sigue el escrutinio mayoritario plurinominal. En las islas menores, se escoge un senador por cada una, pudiendo así los partidos presentar un candidato. Lejos de esto, en la isla de Mallorca se escogen tres senadores, cada partido candidata dos y cada elector puede escoger dos senadores, pertenezcan o no a la misma lista. Los candidatos más votados son elegidos.

## Elegibilidad
El artículo 67.1 de la Constitución de 1978 prohíbe ser simultáneamente miembro del Congreso de los Diputados y de un parlamento autonómico, lo que significa que los candidatos deben renunciar al cargo si son elegidos para un parlamento autonómico. No existe incompatibilidad similar en el caso de los senadores. El artículo 70 aplica también la inelegibilidad a los magistrados, jueces y fiscales en activo, Defensor del Pueblo, militares en servicio, agentes de policía en activo, miembros del Tribunal Constitucional y juntas electorales.

## Número de diputados y senadores

### Congreso de los Diputados
Desde la celebración de las elecciones generales de España de 1977, las primeras tras la dictadura, a esta circunscripción electoral se le asignaron seis diputados. En las elecciones de 1993, 1996 y 2000, se le asignaron siete diputados. Desde las elecciones de 2004, esta circunscripción electoral tiene asignados ocho diputados.

### Senado
La Comunidad Autónoma de las Islas Baleares se divide en tres para elegir senadores. Cada división representa una isla, excepto en el caso de Ibiza y Formentera que juntas representan una única circunscripción electoral. En virtud del artículo 69.3 eligen:
- Mallorca: 3 senadores.
- Menorca: 1 senador.
- Ibiza-Formentera: 1 senador.

Además, el Parlamento de las Islas Baleares elige a dos senadores que representan a la Comunidad Autónoma.

## Elecciones autonómicas
Para las elecciones al Parlamento de las Islas Baleares, no se utiliza la circunscripción única, sino que cada isla que conforma el archipiélago balear elige un número de diputados distinto. Hay cuatro circunscripciones insulares:
- Isla de Formentera: 1 diputado
- Isla de Ibiza: 12 diputados
- Isla de Mallorca: 33 diputados
- Isla de Menorca: 13 diputados

## Congreso de los Diputados

### Diputados obtenidos por partido (1977-2023)
| Candidatura            | Candidatura                 | 1977 | 1979 | 1982 | 1986 | 1989 | 1993 | 1996 | 2000 | 2004 | 2008 | 2011 | 2015 | 2016 | 2019 (I) | 2019 (II) | 2023 |
| ---------------------- | --------------------------- | ---- | ---- | ---- | ---- | ---- | ---- | ---- | ---- | ---- | ---- | ---- | ---- | ---- | -------- | --------- | ---- |
|                        | PSOE                        | 2    | 2    | 3    | 3    | 3    | 3    | 3    | 2    | 4    | 4    | 3    | 2    | 2    | 3        | 2         | 3    |
|                        | Partido Popular             | a    |      | 3    | 3    | 3    | 4    | 4    | 5    | 4    | 4    | 5    | 3    | 3    | 1        | 2         | 3    |
|                        | Unidas Podemos              |      |      |      |      |      |      |      |      |      |      |      | 2    | 2    | 2        | 2         | 1    |
|                        | Movimiento Sumar            |      |      |      |      |      |      |      |      |      |      |      |      |      |          |           | 1    |
|                        | Vox                         |      |      |      |      |      |      |      |      |      |      |      |      |      | 1        | 2         | 1    |
|                        | Ciudadanos                  |      |      |      |      |      |      |      |      |      |      |      | 1    | 1    | 1        | 0         |      |
| Partidos desaparecidos |                             |      |      |      |      |      |      |      |      |      |      |      |      |      |          |           |      |
|                        | Unión de Centro Democrático | 4    | 4    |      |      |      |      |      |      |      |      |      |      |      |          |           |      |
| Total                  | Total                       | 6    | 6    | 6    | 6    | 6    | 7    | 7    | 7    | 8    | 8    | 8    | 8    | 8    | 8        | 8         | 8    |

a En las elecciones de 1977 el Partido Popular se presentó como Alianza Popular (AP), en las de 1982 como Alianza Popular-Partido Demócrata Popular (AP-PDP) y en las de 1986 como Coalición Popular (CP).